# David Bles
David Jozef Bles (La Haya, 19 de septiembre de 1821 – La Haya, 3 de septiembre de 1899) fue un pintor neerlandés.
David Jozef Bles a la edad de trece años se consideró que tenía el talento suficiente para ser aceptado en la Academia de La Haya.
Asistió a clases entre 1834 a 1837 y, desde 1838 hasta 1841, fue alumno del pintor Cornelis Kruseman y su sobrino Jan Adam Kruseman. Entonces Bles viajó a París para estudiar con Joseph-Nicolas Robert-Fleury hasta 1843, momento en que se instaló en La Haya, aunque continuó siendo miembro de la Academia Real de las Artes y las Ciencias (Ámsterdam) desde 1845 hasta su muerte. Es conocido por pintar escenas de la historia de la pintura neerlandesa y por sus retratos y pinturas de género.

## Obra
- Lierspeler uit Savoye, 1843
- Potter schetsend makend, 1843
- Savoois lierenmeisje, 1843
- Een Hongaarse muizenvalverkoper, 1843
- Rubens en de jeugdige teniers, 1843
- Paulus Potter op zijn namiddagwandeling in studie, 1843
- De Muziekliefhebbers, 1844